# Obedienzritter
Obedienzritter oder Obödienzritter (von lat. oboedientia, „Gehorsam“) sind Mitglieder im zweiten Stand des Malteserordens (Sovrano Militare Ordine Ospedaliero di Rodo e di Malta). 
Obödienzritter fühlen sich zu einem Leben in größerer Verbindlichkeit entsprechend den katholischen Ordenszielen berufen, sind aber nicht in der Lage, alle drei monastischen Gelübde (Armut, Keuschheit und Gehorsam) abzulegen. Um ihnen eine stärkere spirituelle Verbindung zum Ordensleben zu ermöglichen, können solche Männer seit den 1950er Jahren in den Obödienzstand aufgenommen werden. Von den drei Gelübden verwirklichen sie also nur eines, nämlich den Gehorsam. Aus bestimmten Gründen kann man von diesem Gehorsamsversprechen wieder zurücktreten. 
Die Obödienzritter sind zu jährlichen Exerzitien und anderen geistlichen Übungen verpflichtet. Sie können in den Souveränen Rat, die Regierung des Malteserordens, gewählt werden.
Der protestantische Johanniterorden kennt keinen eigenen Obödienzritter-Stand. Alle Ehren- und Rechtsritter verpflichten sich zum Gehorsam gegenüber dem Herrenmeister und den Ordensoberen.